# Michael Hamburger

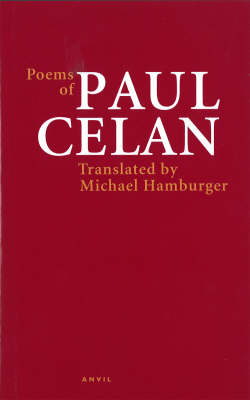
Gedichte von Paul Celan, übersetzt von Michael Hamburger

Michael Peter Leopold Hamburger OBE (* 22. März 1924 in Berlin-Charlottenburg; † 7. Juni 2007 in Middleton, Suffolk, England) war ein deutsch-britischer Lyriker, Essayist, Literaturkritiker und Übersetzer.

## Leben
Michael Hamburger wurde als Sohn des Professors für Kinderheilkunde Richard Hamburger (1884–1940) und dessen Frau Lili Hamburger, geb. Hamburg, in eine jüdische Familie geboren. Sein Bruder Paul Hamlyn (1926–2001) war Verleger, Philanthrop und Peer. Hamburger emigrierte 1933 mit seiner Familie von Berlin über Edinburgh nach London. Er besuchte die George Watson School in Edinburgh sowie die Westminster School in London und studierte ab 1941 Deutsch und Französisch am Christ Church College in Oxford. 1943 bis 1947 diente er als Infanterist bei der British Army. Er wurde in Italien und Österreich eingesetzt. Von 1948 bis 1952 lebte er als freiberuflicher Schriftsteller und beendete sein Studium. Dann lehrte er bis 1955 Deutsch am University College London, anschließend an der University of Reading bis 1984. In den 1970er Jahren hatte er verschiedene Gastprofessuren in Großbritannien und den Vereinigten Staaten inne.
Im englischen Sprachraum wurden Kritiken seiner neuen Lyrikbände oft mit der Phrase „Michael Hamburger, better known as a translator“ eingeleitet. Seine eigene Lyrik wurde im deutschen Sprachraum mehr beachtet, obwohl er diese nicht selbst in seine Muttersprache übersetzte, sondern sie vom österreichischen Übersetzer Peter Waterhouse ins Deutsche übertragen ließ.
Neben der Lyrik widmete sich Hamburger seinem Garten in Middleton und hier insbesondere der Apfelzucht, für die er in England in vielen Kreisen – neben seinem Dichterkollegen Ted Hughes – bekannter war als mit seinen Lyrikpublikationen. 1951 heirateten er und Anne Ellen File, die unter dem Künstlernamen Anne Beresford dreizehn Lyrik- und zwei Auswahlbände veröffentlichte. Aus der Ehe gingen ein Sohn und zwei Töchter hervor.
Hamburger war eng mit W. G. Sebald befreundet, der in seiner Nachbarschaft (Poring) lebte, ihm in seiner englischen Wallfahrt „Die Ringe des Saturn“ (S. 208ff.) ein Denkmal setzte und den Hamburger mehrfach ins Englische übertrug.

## Werke

### Werke in deutscher Sprache
Gedichtbände
- Gedichte. englisch und deutsch. Literarisches Colloquium, Berlin 1976, ISBN 3-920392-48-5
- Heimgekommen. Ausgewählte Gedichte 1951–1982. Hanser, München-Wien 1984, ISBN 3-446-13919-2
- The glade and other poems. Gedichte englisch/deutsch. Droschl, Wien-Graz 1988, ISBN 3-85420-135-4
- Witterungen. Neue Bremer Presse, Bremen 1989, ISBN 3-926683-19-8 (=In Suffolk (dt.))
- Die Erde in ihrem langen langsamen Traum. Gedichte. Folio Verlag, Wien-Bozen 1994, ISBN 3-85256-016-0 (=Variations (dt.))
- Baumgedichte. Zweisprachige Ausgabe. Folio Verlag, Wien-Bozen 1995, ISBN 3-85256-064-0 (=Tree Poems (dt.), aus: Collected poems 1941–1994)
- Traumgedichte. Zweisprachige Ausgabe. Folio Verlag, Wien-Bozen 1996, ISBN 3-85256-048-9
- Unteilbar. Gedichte aus sechs Jahrzehnten. Hanser, München-Wien 1997, ISBN 3-446-19114-3 (=Collected poems 1941–1994 (dt.))
- Todesgedichte. Zweisprachige Ausgabe. Folio Verlag, Wien-Bozen 1998, ISBN 3-85256-092-6 (aus: Collected poems 1941–1994 und sechs jüngere Gedichte)
- Das Überleben der Erde. Gedichte. Zweisprachige Ausgabe. Folio Verlag, Wien-Bozen 1999, ISBN 3-85256-119-1 (=Late (dt.))
- In einer kalten Jahreszeit. Gedichte. Zweisprachige Ausgabe. Folio Verlag, Wien-Bozen 2000, ISBN 3-85256-154-X
- Unterhaltung mit der Muse des Alters. Gedichte. Hanser, München-Wien 2004, ISBN 3-446-20559-4
- Aus einem Tagebuch der Nicht-Ereignisse. Gedichte. Zweisprachige Ausgabe. Folio Verlag, Wien-Bozen 2004, ISBN 3-85256-270-8 (=From a diary of non events (dt.))
- Unterhaltung mit der Muse des Alters. Gedichte. Hanser. München-Wien 2004, ISBN 3-446-20559-4
- Letzte Gedichte. Folio Verlag, Wien-Bozen 2009, ISBN 978-3-85256-477-7

Prosa
- Verlorener Einsatz. Erinnerungen. Flugasche, Stuttgart 1987, ISBN 3-925286-06-3 (=A mug's game (dt.))
- Pro Domo. Selbstauskünfte, Rückblicke und andere Prosa. Folio Verlag, Wien-Bozen 2007, ISBN 978-3-85256-344-2

Literaturwissenschaft und Literaturkritik
- Hugo von Hofmannsthal. Zwei Studien. Sachse & Pohl, Göttingen 1964
- Zwischen den Sprachen. Essays und Gedichte. S. Fischer, Frankfurt am Main 1966
- Vernunft und Rebellion. Aufsätze zur Gesellschaftskritik in der deutschen Literatur. Hanser, München 1969, Taschenbuch: Ullstein, Frankfurt am Main-Berlin-Wien 1974, ISBN 3-548-03024-6 (=Reason and energy (dt.))
- Die Dialektik der Modernen Lyrik. Von Baudelaire bis zur konkreten Poesie. List, München 1972, ISBN 3-471-61443-5 (=The truth of poetry (dt.))
- Literarische Erfahrungen. Aufsätze. Luchterhand, Darmstadt & Neuwied 1981, ISBN 3-472-86524-5
- Wahrheit und Poesie. Spannungen in der modernen Literatur von  Baudelaire bis zur Gegenwart. Ullstein, Frankfurt am Main-Berlin-Wien 1985, ISBN 3-548-35226-X (=The truth of poetry (dt.))
- Das Überleben der Lyrik. Berichte und Zeugnisse. Hanser, München [u. a.] 1993, ISBN 3-446-17522-9
- Moderne deutsche Literatur in England. Ein persönlicher Erfahrungsbericht (1981). Mit einer Vorbemerkung von Till Greite. In: Sinn und Form 2/2024, S. 238–252

Herausgeberschaft
- Jesse Thoor: Das Werk. Sonette, Lieder, Erzählungen. Europäische Verlagsanstalt, Frankfurt am Main 1965

### Werke in englischer Sprache
Gedichtbände
- Flowering Cactus. Poems 1942–1949. Hand & Flower Press, Aldington 1950
- Poems 1950–1951. Hand & Flower Press, Aldington 1952
- The Dual Site. Poems. Routledge & Kegan Paul; London 1958
- Weather and Season. New Poems. Longmans, London 1963; Atheneum, New York 1963
- Feeding the Chickadees. Turret Books, London 1968
- Penguin Modern Poets. No. 14. Penguin Books, Harmondsworth 1969 (mit Alan Brownjohn und Charles Tomlinson)
- Travelling. Fulcrum Press, London 1969, ISBN 0-85246-044-9
- Travelling I–V. Agenda Editions, London 1973, ISBN 0-902400-09-6
- Ownerless Earth. New & Selected poems. Carcanet Press, Cheadle, Cheshire 1973, ISBN 0-85635-038-9, ISBN 0-85635-039-7
- Travelling VI. I.M. Imprimit, London 1975
- Real Estate. Carcanet, Manchester 1977, ISBN 0-85635-216-0, ISBN 0-85635-234-9
- Moralities. Morden Tower Publications, Newcastle-upon-Tyne 1977, ISBN 0-905760-03-4
- Variations in Suffolk, IV. Sceptre Press, Knotting 1980
- Variations. Carcanet New Press, Manchester 1981, ISBN 0-85635-354-X
- In Suffolk. Five Seasons Press, Hereford 1982
- Collected Poems. 1941–1983. Carcanet Press, Manchester 1984, ISBN 0-85635-497-X
- Trees. Embers Handpress, Llangynog 1988, ISBN 1-871570-01-8
- Selected Poems. Carcanet, Manchester 1988, ISBN 0-85635-752-9
- Roots in the Air. Anvil Press Poetry, London 1991, ISBN 0-85646-243-8
- Collected Poems. 1941–1994. Anvil Press Poetry, London 1995, ISBN 0-85646-266-7
- Late. Anvil Press Poetry, London 1997, ISBN 0-85646-294-2
- Intersections. Shorter Poems 1994–2000. Anvil Press Poetry, London 2000, ISBN 0-85646-321-3
- From a Diary of Non-Events. Anvil Press Poetry, London 2002, ISBN 0-85646-343-4
- Wild and Wounded. Shorter Poems 2000–2003. Anvil Press Poetry, London 2004, ISBN 0-85646-371-X
- Circling the Square. Anvil Press Poetry, London 2006, ISBN 0-85646-392-2

Prosa
- Testimonies. Selected Shorter Prose 1950–1987. Carcanet, Manchester 1989, ISBN 0-85635-814-2
- Michael Hamburger in Conversation with Peter Dale. Between the Lines, London 1998, ISBN 0-9532841-1-5

Literaturkritik
- Reason and Energy. Routledge & Paul, London 1957
- From Prophecy to Exorcism. The Premisses of Modern German Literature. Longmans, Green and Co., London 1965
- The Truth of Poetry. Tensions in modern poetry from Baudelaire to the 1960s. Weidenfeld & Nicholson, London 1969
- Art as Second Nature. Carcanet New Press, Cheadle 1975, ISBN 0-85635-073-7
- A Proliferation of Prophets. Carcanet Press, Manchester 1983, ISBN 0-85635-467-8
- After the Second Flood. Essays in Modern German Literature. Carcanet, Manchester 1986, ISBN 0-85635-636-0

Memoiren
- A Mug’s Game. Intermittent Memoirs 1924–1954. Carcanet Press, [Cheadle] 1973 (später als String of Beginnings. Intermittent Memoirs 1924–1954. Skoob Books Publishing, London 1991)

### Übersetzungen
- Poems of Hölderlin. Nicholson & Watson, London 1943 (später als Hölderlin: His Poems. Harvill Press, London 1952)
- Twenty Prose Poems of Baudelaire. Poetry London, London 1946
- Beethoven: Letters, Journals and Conversations. London, Thames & Hudson 1951
- Decline. Twelve Poems by G. Trakl. 1887–1914. Latin Press, St. Ives 1952
- Albrecht Goes: The Burnt Offering. Gollancz, London 1956 (=Das Brandopfer (engl.))
- Hugo von Hofmannsthal: Poems and Verse Plays. Routledge & Paul, London 1961
- Hölderlin: Selected Verse. Penguin Bocks, Harmondsworth/Middlesex 1961
- Bertolt Brecht: Tales from the Calendar. Methuen, London 1961 (=Kalendergeschichten (engl.))
- Modern German Poetry 1910–1960. McGibbon & Kee, London 1962 (mit Christopher Middleton)
- Hugo von Hofmannsthal: Selected Plays and Libretti. Routledge & Paul, London 1963
- Georg Büchner: Lenz. Calder & Boyars, London 1966
- Hans Magnus Enzensberger: Poems. Northern House, Newcastle-on-Tyne 1966
- Günter Grass: Selected Poems. Secker & Warburg, London 1966 (mit Christopher Middleton)
- Friedrich Hölderlin: Poems and Fragments. Routledge & Paul, London 1967 (Arts Council Übersetzungspreis 1969)
- Nelly Sachs: O the Chimneys. Selected poems. Cape, London 1968
- The Poems of Hans Magnus Enzensberger. Secker & Warburg, London 1968
- Hans Magnus Enzensberger: Poems for People Who Don’t Read Poems. Secker & Warburg, London 1968
- Günter Grass: The Poems of Günter Grass. Penguin Books, Harmondsworth, Ringwood 1969 (mit Christopher Middleton)
- Peter Bichsel: And Really Frau Blum Would Very Much Like To Meet The Milkman. Calder and Boyars, London 1968
- Günter Eich: Journeys. Cape, London 1968
- Nelly Sachs: Selected Poems. Cape, London 1968
- Peter Bichsel: Stories for Children. Calder & Boyars, London 1971
- Paul Celan: Poems. Penguin Books, Harmondsworth 1972; erweiterte Auflage als Poems of Paul Celan. Persea, New York 1989, ISBN 0-89255-134-8, ISBN 0-89255-140-2 (Europäischer Übersetzungspreis 1990)
- East German Poetry. Carcanet Press, South Hinksey 1972, ISBN 0-85635-034-6
- Peter Huchel: Selected Poems. Carcanet New Press, Cheadle 1974, ISBN 0-85635-097-4, ISBN 0-85635-098-2
- German Poetry 1910–1975. Carcanet New Press, Manchester 1977, ISBN 0-916354-08-3, ISBN 0-85635-161-X, ISBN 0-85635-162-8
- Helmut Heißenbüttel: Texts. Boyars, London 1977, ISBN 0-7145-2590-1, ISBN 0-7145-2589-8
- Franco Fortini: Poems. Arc Publications, Todmorden 1978, ISBN 0-902771-82-5, ISBN 0-902771-83-3
- An Unofficial Rilke. Anvil Press Poetry, London 1981, ISBN 0-85646-077-X
- Peter Huchel: The Garden of Theophrastus. Carcanet New Press, Manchester 1983, ISBN 0-85635-418-X
- Johann Wolfgang von Goethe: Poems and Epigrams. Anvil Press Poetry, London 1983, ISBN 0-85646-100-8, ISBN 0-85646-099-0
- Günter Eich: Pigeons and Moles. Skoob Books Publishing, London 1991, ISBN 1-871438-81-0
- Hans Magnus Enzensberger: Selected Poems. Bloodaxe Books, Newcastle upon Tyne 1994, ISBN 1-85224-290-6, ISBN 1-85224-291-4
- Günter Grass: Novemberland. Selected Poems 1956–1993. Harcourt Brace, London 1996, ISBN 0-15-100177-4
- Johann Wolfgang von Goethe: Roman Elegies and Other Poems and Epigrams. Anvil Press Poetry, London 1996, ISBN 0-85646-274-8
- Hans Magnus Enzensberger: Kiosk. Bloodaxe Books, Newcastle upon Tyne 1997, ISBN 1-85224-385-6
- Ernst Jandl: Thingsure. Dedalus Press, Dublin  1997, ISBN 1-901233-11-1
- Friedrich Hölderlin: Selected Poems and Fragments. Penguin Books, London 1998
- Günter Grass: Selected Poems 1956 to 1993. Faber and Faber, London 1999, ISBN 0-571-19518-0
- W. G. Sebald: After Nature. Hamish Hamilton, London 2002, ISBN 0-241-14137-0
- Rainer Maria Rilke: Turning-point. Miscellaneous poems 1912–1926. Anvil Press Poetry, London 2003, ISBN 0-85646-353-1
- Hölderlin’s songs of light. Selected Poems. Crescent Moon, Kidderminster 2003, ISBN 1-86171-027-5
- Rainer Maria Rilke: Dance the Orange. Selected Poems. Crescent Moon, Kidderminster 2003, ISBN 1-86171-031-3
- W. G. Sebald: Unrecounted. Hamish Hamilton, London 2004, ISBN 0-241-14276-8

## Ehrungen
- 1963 Übersetzungspreis des Kulturkreises im BDI
- 1964 Johann-Heinrich-Voß-Preis für Übersetzung der Deutschen Akademie für Sprache und Dichtung
- 1967 Übersetzungspreis des Arts Council of Great Britain
- 1969 Leveson-Preis für Poetry Chicago
- 1976 Inter Nationes Bonn
- 1977 Goldmedaille des Institute of Linguists London
- 1978 Wilhelm-Heinse-Medaille
- 1978 und 1981 Schlegel-Tieck-Preis London
- 1986 Goethe-Medaille in Gold
- 1987 Österreichischer Staatspreis für literarische Übersetzung
- 1988 Doctor of Letters ehrenhalber, University of East Anglia
- 1990 Prix Aristeion
- 1991 Friedrich-Hölderlin-Preis der Universität und der Stadt Tübingen
- 1992 Petrarca-Preis
- 1992 Britischer Verdienstorden Officer of the Order of the British Empire
- 1995 Ehrendoktorwürde der Technischen Universität Berlin
- 2000 Cholmondeley Award
- 2001 Horst-Bienek-Preis für Lyrik

## Mitgliedschaften
- 1973 korrespondierendes Mitglied der Deutschen Akademie für Sprache und Dichtung
- P.E.N.-Club
- Akademie der Künste, Berlin
- Bayerische Akademie der Schönen Künste, München
- Royal Society of Literature, London
- Hölderlin-Gesellschaft, Tübingen
- Literatur-Gesellschaft Lüneburg